# Bariery wyjścia
Bariera wyjścia – czynniki obniżające atrakcyjność danego sektora i zniechęcające do wejścia nowych inwestorów. Oznaczają duże koszty związane z zaprzestaniem działalności i ze zmianą danego sektora.
Przykładami barier wyjścia mogą być:
- koszty związane z koniecznością zmiany parku maszynowego spowodowaną zmianą technologii,
- koszty związane z koniecznością przekwalifikowania pracowników,
- koszty związane z utratą korzyści płynących z funkcjonowania w danym sektorze (dobra współpraca z dostawcami, klientami, wypróbowane metody postępowania w stosunku do konkurentów),
- koszty społeczne związane z utratą przez pracowników pracy.

Wysokie bariery wyjścia z sektora powodują, że wiele przedsiębiorców pozostaje w starych sektorach mimo zmniejszenia się zysków. Sektor jest tym bardziej atrakcyjny, im bariery wyjścia z sektora są mniejsze.